# Myrmica winterae
Myrmica winterae är en myrart som först beskrevs av Heinrich Kutter 1973.  Myrmica winterae ingår i släktet rödmyror, och familjen myror. IUCN kategoriserar arten globalt som sårbar. Inga underarter finns listade i Catalogue of Life.